# Хамдија Поздерац
Хамдија Поздерац (Цазин, 15. јануар 1924 — Сарајево, 6. април 1988) био је учесник Народноослободилачке борбе, друштвено-политички радник СР Босне и Херцеговине и СФР Југославије и јунак социјалистичког рада.

## Биографија
Рођен је 15. јануара 1924. године у Цазину, и то под именом Мухамед. Имао је три брата (Хакију, Сакиба и Исмета) и четири сестре (Бекиру, Фатиму, Хаснију и Зухру).
У средњој школи се укључио у рад, тада илегалне, организације Савеза комунистичке омладине Југославије (СКОЈ). Учесник је Народноослободилачког рата од 1941. године. У Осмој крајишкој ударној бригади био је секретар батаљонског и бригадног комитета СКОЈ-а, а затим члан Обласног комитета УСАОЈ-а и СКОЈ-а за Босанску крајину. У чланство Комунистичке партије Југославије (КПЈ) примљен је 1943. године. Почетком 1944. године постао је секретар Окружног комитета СКОЈ-а и члан Окружног комитета КПЈ за Бихаћ.
Завршио је Високу партијску школу у Москви и Филозофски факултет у Београду, 1959. године. Издао је низ публицистичких и научних дела, а од 1961. године је предавао општу социологију на Факултету политичких наука у Сарајеву.
После ослобођења Југославије, обављао одговорне партијско-државне дужности. Био је председник Скупштине СР Босне и Херцеговине, од 1971. до 1978. године
Члан Централног комитета Савеза комуниста Босне и Херцеговине, био је од 1965. године, а касније је био и члан Извршног комитета ЦК СК БиХ и председник Председништва ЦК СК БиХ, од 1983. до 1984. године. Био је и члан Председништва Централног комитета Савеза комуниста Југославије. Биран је за народног посланика Републичке скупштине Босне и Херцеговине.
Скупштина БиХ га је у јуну 1986. изабрала за члана Председништва СФРЈ из те републике, као замену за Бранка Микулића који је отишао на чело Савезног извршног већа - пред Савезном скупштином је дао „свечану изјаву” 24. јула. Убрзо након избијања „афере Агрокомерц“, у септембру 1987. подноси оставку и повлачи се из политичког живота (у председништву га замењује Раиф Диздаревић, који у мају 1988. преузима једногодишње председавање тим телом).
Преминуо је 6. априла 1988. у Клиничко-болничком центру „Кошево“ у Сарајеву, сахрањен је два дана касније на Новом градском гробљу у Сарајеву.
Носилац је Партизанске споменице 1941. и других југословенских одликовања, међу којима су — Орден јунака социјалистичког рада, Орден југословенске заставе са лентом, Орден Републике са златним венцем, Орден заслуга за народ са златном звездом, Орден братства и јединства са златним венцем и Орден за храброст. Добитник је Награде ЗАВНОБиХ.